# Josef Smeets

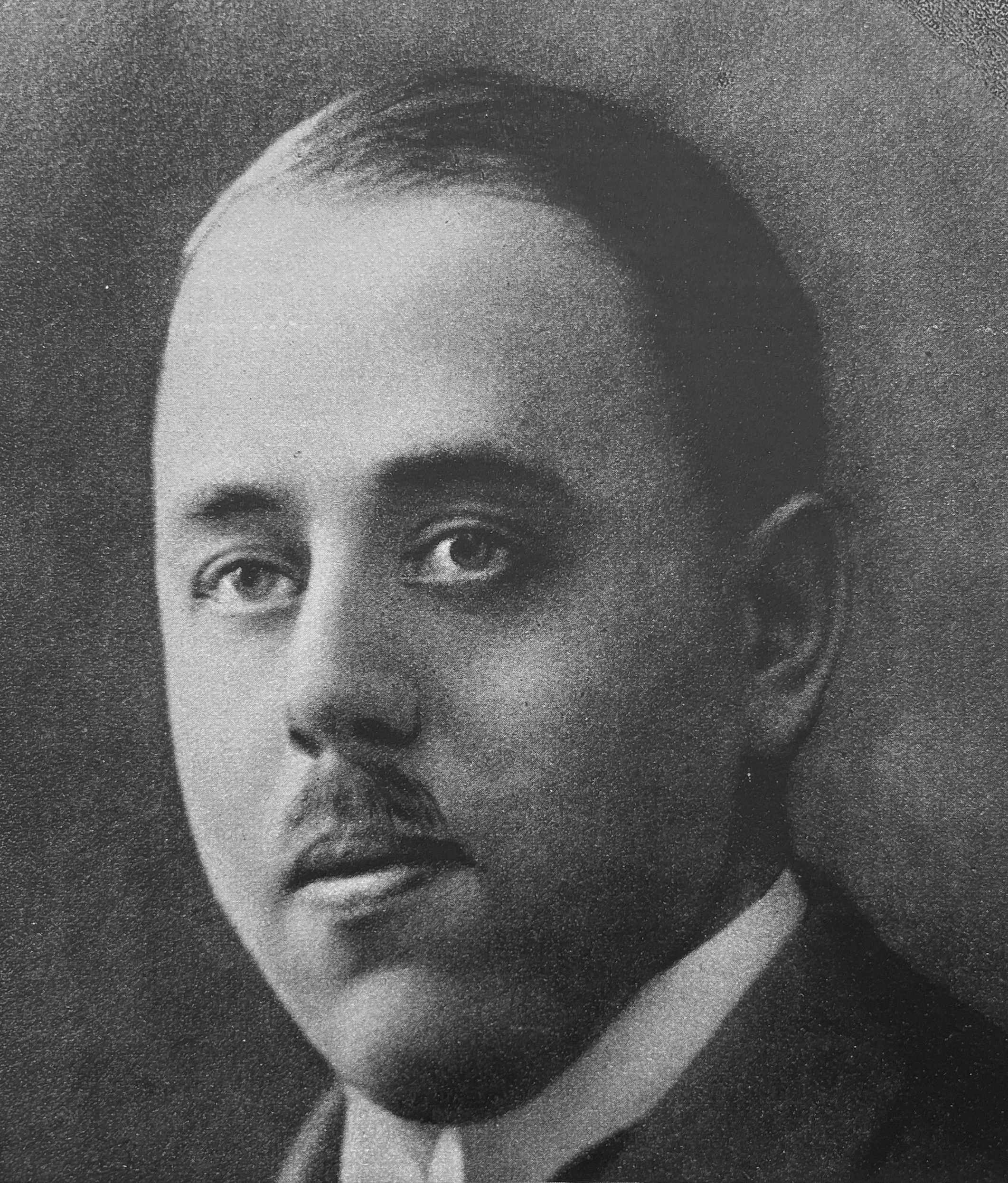
Josef Smeets

Franz Joseph Hubert Smeets (* 29. September 1893 in Aachen; † 25. März 1925 in Metz) war ein deutscher Publizist und Politiker. Der Gründer und erste Vorsitzende der separatistischen Rheinisch Republikanischen Volkspartei wurde 1923 Opfer eines Attentats, verübt vom angeblich ersten Nationalsozialisten von Köln. Am 25. März 1925 starb er an den Spätfolgen. 

## Leben
Smeets war nach dem Tod seines Vaters Lehrling bei einem Zahnarzt. Im Ersten Weltkrieg diente er als Sanitätssoldat beim Roten Kreuz. Smeets war Mitglied der SPD, für die er 1918 Mitglied des Kölner Arbeiter- und Soldatenrats war und dem Sanitätsausschuss angehörte. Er wechselte aber schnell zur USPD und wurde kurzzeitig zu deren Kölner Parteisekretär.

Titelblatt von Der Ventilator, Köln 1919

### Der Ventilator
Smeets wurde Redakteur der von Johannes Theodor Baargeld finanzierten und herausgegebenen Zeitung Der Ventilator, an der unter anderem auch der Dada-Künstler Max Ernst mitwirkte. Die Zeitung gilt als „wichtigste Station der Formierungsphase der Kölner Dada-Gruppe“. Während aber Herausgeber und Finanzier Baargeld anonym blieb und die Autoren unter Pseudonym oder Kürzel schrieben, trat Smeets namentlich in Erscheinung und zeigte sich, so stand auf der Titelseite, „für die Schriftleitung und den gesamten Inhalt“ verantwortlich. Das Redaktionsbüro war zudem in Smeets’ Wohnung untergebracht, Perlengraben 80–84, über dem Lokal Gerberhaus, dem Kölner Stammlokal der USPD. Die Zeitschrift, die erstmals im Februar 1919 erschien, wurde schon nach wenigen Ausgaben im März 1919 von der britischen Militärregierung wegen sozialistischer Tendenzen verboten.

### Smeets’ Kampf für ein unabhängiges Rheinland
Als Parteisekretär der USPD warb Smeets bereits für die Loslösung des Rheinlands vom Deutschen Reich zugunsten einer autonomen Rheinischen Republik in Form eines sozialistischen Arbeiterstaats. Als diesbezügliche Abstimmungen nicht den von ihm erhofften Erfolg brachten, trat Smeets mit einigen Mitstreitern aus der USPD aus. Im August 1919 gründete er den Rheinlandbund, der Anfang 1920 in Rheinisch-Republikanische Volkspartei (RRVP) umbenannt wurde. Als Verleger und Redakteur war er für die Zeitung Rheinische Republik tätig, das Organ der sogenannten Sonderbündler.
Smeets und die RRVP warben für ein „freies Rheinland“ in Form eines unabhängigen Staates zwischen dem preußisch dominierten Deutschen Reich und Frankreich. In einer „überaus aufreizende[n] Rede, voll Haß und Wut gegen Preußen“ im Juni 1921 etwa sagte er: „Wir protestieren dagegen, daß man in Berlin die Einkünfte aus den Rheinlanden im Schlemmerleben verpraßt. Wir sind keine Preußen und wollen es nicht sein.“
Smeets, dessen französische Frau Fernande aus Niederwiese in Lothringen stammte, kritisierte die Eingliederung des Rheinlands erst 1815 in Preußen und dann ins Deutsche Reich. Von einer Loslösung von Deutschland versprach sich Smeets bessere Entwicklungschancen für ein unabhängiges Rheinland und ein Ende der im Versailler Vertrag vereinbarten Reparationszahlungen. Diese von französischer Seite unterstützte Position wurde in Deutschland weithin als Landesverrat interpretiert. Smeets wurde als „Franzosenschwärmer“ angegriffen.

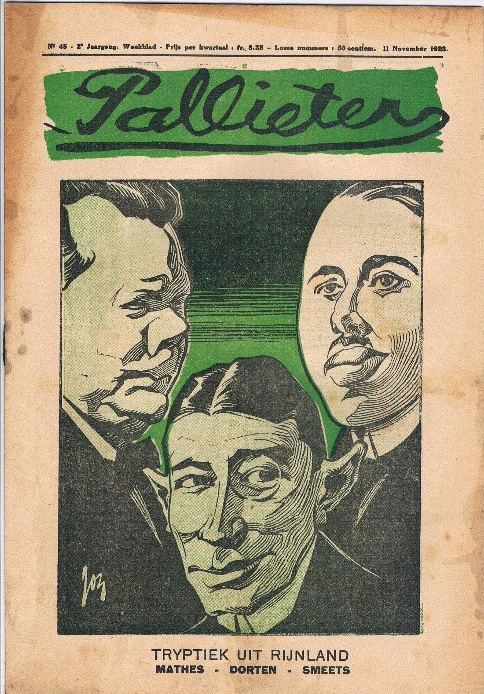
Die Separatisten Josef Friedrich Matthes, Hans Adam Dorten und Josef Smeets. Titelseite des flämischen Magazins Pallieter (1922–1928), gestaltet von Jos De Swerts

### Konflikt mit der Obrigkeit
Eine Befragung in Zusammenhang mit einem Einbruch am 27. Dezember 1920 nutzte Smeets, um wiederholt wahrheitswidrig zu behaupten, er sei als separatistischer Politiker Opfer von staatlichen Repressalien. Damit verschaffte er sich und seiner vorher kaum wahrgenommenen Partei eine zuvor nicht gekannte Aufmerksamkeit, wurde dafür aber auch zunehmend Zielscheibe öffentlicher Anfeindungen und Nachstellungen, die mitunter vor Gericht endeten. Im Juli lud die Staatsanwaltschaft Köln Smeets vor, weil er mit seinen Artikeln, in denen er vorgab, die polizeilichen Ermittlungen seien politischer Natur gewesen, den ausführenden Polizeibeamten beleidigt habe. Smeets protestierte bei der Rheinlandkommission und verwies auf sein Recht freier politischer Meinungsäußerung. Zur auf den 5. Dezember angesetzten Verhandlung erschien Smeets nicht, weshalb Polizeibeamte kamen, um ihn in seiner Wohnung festzunehmen. Da Smeets befürchtete, in unbesetztes Gebiet gebracht und dort wegen Verrats angeklagt zu werden, wehrte er sich und schaffte es, dank Intervention dreier französischer Journalisten, vor den britischen Vertreter der Rheinlandkommission gebracht zu werden. Dieser verbot, Smeets aus dem besetzten Gebiet zu bringen. Schließlich verfügte die Rheinlandkommission gegen das Votum des britischen Vertreters Anfang Dezember 1921, Smeets umgehend und vorbehaltlos freizulassen. Daraufhin legte die deutsche Regierung in Paris, Brüssel und London Protest ein. Später wurde die Fortführung des Verfahrens zugelassen. Im Juni 1922 wurde Smeets vor einem deutschen Gericht in allen Anklagepunkten schuldig gesprochen. Die Rheinlandkommission beschloss aber am 28. September gegen die britische Stimme, dass die Strafen gegen Smeets nicht vollstreckt werden dürften.
Wieder gab es großen Protest auf deutscher Seite. So kam es in Köln zu einem „Richterstreik“, bei dem die Strafkammer und das Schöffengericht am Vormittag des 12. Oktober 1922 für eine Stunde sämtliche Sitzungen unterbrachen, da sie den Beschluss der Kommission als Rechtsbeugung betrachteten. Am 23. Oktober 1922 war die Angelegenheit Thema im Reichstag. Der Abgeordnete Wilhelm Sollmann erklärte: „Reichstag und Reichsregierung sollen der Rheinlandskommission eine Antwort geben, deren Wirkung in ihrer Knappheit, Klarheit und Einmütigkeit besteht. Die Sozialdemokratie, die der Völkerversöhnung dienen will, bedauert es auf das tiefste, daß die Rheinlandskommission eine Politik betreibt, die eine immer tiefere Kluft zwischen den Besetzungsmannschaften und der deutschen Bevölkerung aufreißt.“ Redner der bürgerlichen Parteien schlossen sich dem an. Reichskanzler Joseph Wirth führte aus, „die Reichsregierung halte gleichfalls den Beschluß der Rheinlandskommission für einen schweren Eingriff in die Freiheit und Unabhängigkeit der deutschen Rechtsprechung, der nicht widerspruchslos hingenommen werden könne“. Bis auf die KPD unterstützten alle Parteien eine Interpellation, in der es unter anderem heißt: „Das Vorgehen der Rheinland-Kommission bedeutet eine schwere Kränkung des deutschen Gerichtes, dem ohne Beweis der Vorwurf der Rechtsbeugung gemacht ist. Es bedeutet das Ende einer geordneten Rechtspflege im besetzten Gebiet, es bedeutet die restlose Freigabe einer skrupellosen Hetze, die nun von der einzigen Hemmung, die sie kannte, nämlich der Furcht vor dem Strafrichter, befreit ist.“
Smeets galt dann auch weithin als französischer Agent und wurde in der Kölner Presse heftig angegangen, zumal während des Krisenjahrs 1923 mit der Ruhrbesetzung durch französische Truppen als Höhepunkt. Smeets eskalierte die Stimmung, indem er am 15. Februar 1923 in der Parteizeitung unter der Überschrift Nur nicht gefackelt forderte, die Besatzungsmächte möchten doch „preußische Elemente“ unter den Rheinlandbewohnern ausweisen, und hierbei auch einige Personen namentlich vorschlug. Folge war, dass die deutschen Behörden abermals ein Verfahren einleiteten, diesmal wegen Spionage.

### Anschlag am 17. März 1923
Wohl wissend, dass sein Leben gefährdet war, mied Smeets die Öffentlichkeit und zog sich vorzugsweise in seine Kölner Wohnung zurück, wo sich auch das Redaktionsbüro seiner Zeitung befand. Am 17. März 1923, abends gegen 19.15 Uhr, verschaffte sich Hannes Miebach Zutritt zum Redaktionsbüro der Parteizeitschrift Rheinische Republik in der Luxemburger Straße 26, angeblich, um sich einige Exemplare der Rheinischen Republik abzuholen. Mit Pistolenschüssen traf er Josef Smeets am Hinterkopf und verletzte ihn lebensgefährlich. Tödlich traf er Smeets’ Schwager Joseph Kaiser, der noch am Tatort starb. Miebach konnte, obwohl sich vor dem Haus schnell eine von den Schüssen angelockte Menschenmenge versammelt hatte, unerkannt entkommen. Smeets wurde schnell in ein Krankenhaus gebracht.
Der Anschlag wurde von großen Teilen selbst der bürgerlichen Presse gutgeheißen. Der Kölner Stadt-Anzeiger äußerte in einem damaligen Kommentar die Hoffnung, dass die Schüsse „aller Welt zeigen, wie sehr die Franzosen sich eine[r] Umkehrung der Wahrheit schuldig machen, wenn sie behaupten, die Bewohner des Rheinlands sehnten sich danach, vom ‚preußischen Joch‘ befreit zu werden, um in die weitgeöffneten Arme Mariannens zu sinken.“ Obwohl insbesondere Frankreich der Ergreifung des Mörders große Bedeutung zumaß und hohe Belohnungen ausgeschrieben wurden, verliefen die Ermittlungsarbeiten im Sande. Josef Smeets überlebte zwar knapp, wurde aber nie mehr wirklich gesund und konnte deshalb auch in den politisch turbulenten Restmonaten des Jahres 1923 kaum entscheidend aktiv werden, die in vielen Städten in der Proklamation einer Rheinischen Republik gipfelten. Smeets starb am 25. März 1925 mit 31 Jahren in Metz in Frankreich an den Spätfolgen des Attentats.

### Der Attentäter

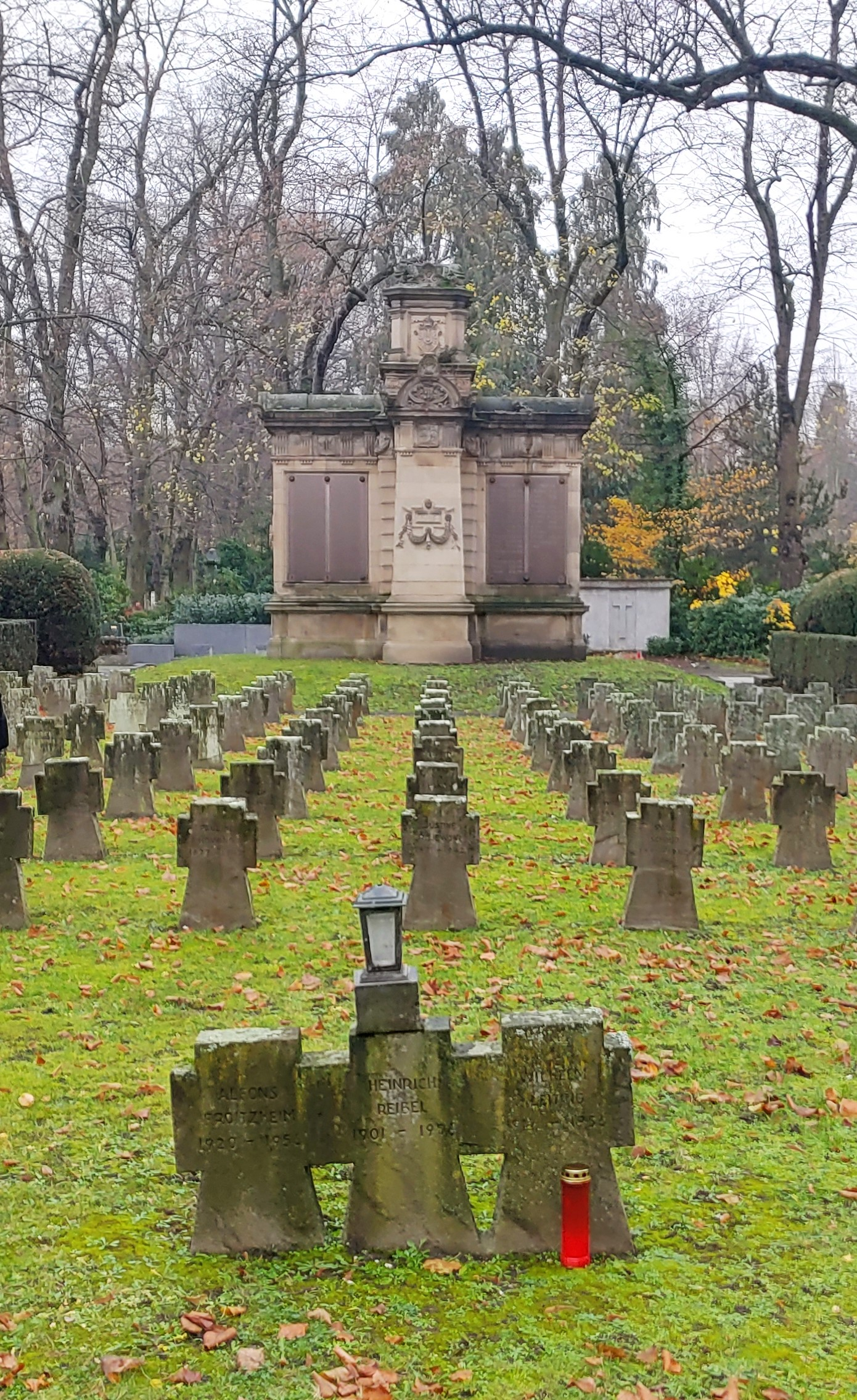
Kriegerdenkmal auf Melaten

Als die Nationalsozialisten 1933 an die Macht kamen, wurden im Zuge der Straffreiheitsverordnung von 1933 alle jene Straftäter begnadigt, „die sich im Kampfe für die nationale Erhebung aus vaterländischem Überschwang zu Straftaten haben hinreißen lassen“. Nun erst bekannte sich Hannes Miebach öffentlich zum Attentat auf Smeets. Miebach war Mitglied der Organisation Consul. Er war auch einer der Attentäter, die am 9. Januar 1924 im Wittelsbacher Hof in Speyer einen tödlichen Anschlag auf den pfälzischen Separatistenführer Franz Joseph Heinz verübten. Miebach starb 1934 bei einem Flugzeugabsturz und wurde, stilisiert zum Märtyrer des Nationalsozialismus, am 25. Januar 1934 mit einem von Hermann Göring angeordneten Staatsbegräbnis auf dem Kölner Melatenfriedhof geehrt, an dem unter anderem Gauleiter Josef Grohé und Regierungspräsident Rudolf zur Bonsen teilnahmen. Am Grab nahe dem Kriegergräberfeld sprach Hermann Ehrhardt, der Miebach als „ersten Nationalsozialisten in Köln“ lobte. Zwischenzeitlich gab es in etlichen Städten Hannes-Miebach-Straßen, beispielsweise in Köln oder Elsdorf.